# Вулиця Фельдмана (Бровари)
Ву́лиця Фе́льдмана — вулиця у місті Бровари Київської області. Виникла 11 жовтня 2001 року

## Опис
Вулиця Фельдмана на початку має асфальтобетонне покриття, у середині та кінці станом на 2013 рік — без покриття (ґрунтова дорога) або без дороги. Вулиця має протяжність близько 1200 метрів. Забудова — переважно приватна садибна або без забудови.
Відповідно до чинного генерального плану розвитку міста Бровари по вулиці заплановано виділення ділянок під приватні садиби та спорудження багатоквартирних будинків.
На початку вулиці по лівий бік розміщені басейн «Купава» та декілька багатоповерхівок, зокрема гуртожиток Броварської центральної районної лікарні, однак вони належать до вулиці Шевченка.

## Розміщення
Вулиця Фельдмана лежить у місцевості Масив, входить до перспективного IV мікрорайону міста Бровари. Сполучає вулицю Симоненка та вулицею Чорновола. Вулиця Фельдмана утворює перехрестя з вулицею Кобилянської. Долучаються — вулиці Майбороди, Нечуя-Левицького (за генпланом — не примикає), Абрикосова, Трояндова, Спортивна, Зіркова, Росяна.

## Історія
Вулиця отримала свою назву Фельдмана 11 жовтня 2001 року.